# Королевский полк канадской артиллерии
Короле́вский полк кана́дской артилле́рии (англ. Royal Regiment of Canadian Artillery, фр. Régiment royal de l'Artillerie canadienne), также известный как Королевская канадская артиллерия (англ. Royal Canadian Artillery, сокращённо RCA) — артиллерийский компонент Канадских вооружённых сил и одна из составляющих их личного состава.

## История

### Ранняя
Многие войсковые единицы и батареи Королевского полка канадской артиллерии являются старше, чем сама Канада как независимое государство. Первая в Канаде артиллерийская рота была образована во французской колонии Канада (Новая Франция) в 1750 году. Артиллерийские батареи из канадских добровольцев существовали до 1855 года, но их история довольно неясна. Семь артиллерийских батарей было создано в 1855 году после принятия Акта об ополчении, позволившего Канаде сохранить регулярные вооружённые силы численностью 5 тысяч человек, получавших жалование. Одна из ранних батарей добровольцев, существовавшая до принятия этого Акта, была образована в 1793 году в Сент-Джоне в Нью-Брансуике под названием «Лояльная артиллерийская рота» (англ. Loyal Company of Artillery). В настоящее время она является 3-м артиллерийским полком Королевской канадской артиллерии (англ. 3rd Field Regiment, RCA).

### После Конфедерации
20 октября 1871 года были образованы первые войсковые единицы канадской армии — две батареи гарнизонной артиллерии, что считается днём рождения полка. Батарея «A» в Кингстоне и батарея «B» в Квебеке позже были преобразованы в артиллерийские школы, продолжая нести гарнизонную службу. В наши дни они являются частью 1-го полка Королевского канадской конной артиллерии (англ. 1st Regiment, Royal Canadian Horse Artillery. С 24 мая 1893 года в соответствии с указом королевы Виктории Канадская артиллерия стала называться «Королевской». В дальнейшем она участвовала во всех крупных войнах в истории Канады.

### Восстания Риэля
В 1870 году полковник Британской армии Гарнет Вулзли возглавил объединённые силы британских регулярных войск и канадского ополчения (милиции) и направился в Северное Онтарио, чтобы подавить поднятое Луи Риэлем восстание на Ред-Ривере. Однако по сути войска ни разу так и не вступили в бой. В мае 1870 года была образована провинция Манитоба: ополчение было распределено по гарнизонам вдоль Ред-Ривер, а с 1872 года в его состав входила Манитобская полубатарея (англ. Manitoba Demi-Battery), куда входили артиллеристы регулярных войск из батарей A и B.
В 1885 году Риэль поднял Северо-Западное восстание на территории округа Саскачеван: на подавление восстания были отряжены батареи A и B регулярных войск и Виннипегская батарея полевой артиллерии (англ. Winnipeg Field Battery). Батарея A и Виннипегская батарея приняли участие в битвах при Фиш-Крик и Батоше. Батарея B была переброшена на запад к Свифт-Каренту, где участвовала в битве при Кат-Найфе — первой в истории Канады битве, когда канадские солдаты использовали пулемёты, и последней в канадской истории битве, когда бойцы использовали луки и стрелы.
В ходе восстания Королевский полк потерял 6 убитыми и 18 ранеными. В 1886 году регулярные части батарей A и B вернулись на восток, а их орудия были переданы частям Северо-Западной конной полиции.

### Вторая англо-бурская война
Во время второй англо-бурской войны в Южную Африку был отправлен бригадный дивизион (англ. Brigade Division) Канадской полевой артиллерии, состоявший из батарей C, D и E. На вооружении каждой батареи были 12-фунтовые 6-хандредвейтовые пушки: в составе батареи было по три отделения, в каждом отделении было по два таких орудия. Расчёт орудий набирался из Постоянного ополчения и частично из Непостоянного ополчения. В батареях C и D служили ополченцы из Онтарио и Виннипега, в батарее E — из Квебека, Нью-Брансуика и Новой Шотландии.
Батареи D и E прибыли в Кейптаун в феврале 1900 года на борту транспорта «Лореншн» (англ. SS Laurentian). Они отправились на север в Виктория-Уэст, где их планировали включить в летучий отряд под командованием полковника сэра Чарльза Парсонса. В марте—апреле батареи участвовали в операции в районе Кенхардта: личный состав за шесть недель преодолел около 1100 км, почти не вступая в бои, но двигаясь в сильные дожди. 29 мая батарея E под командованием генерал-лейтенанта сэра Чарльза Уоррена была атакована у Фэйберс-Пут. Британцы выстояли, но батарея потеряла одного солдата убитым и восемь ранеными. В последующем донесении Уоррен упомянул из личного состава батареи E майора Огилви и капитана Мэки. К концу июня батарею разделили на два отделения, разместив их позиции у железной дороги Кимберли-Мэйфкинг (англ. Kimberley-Mafeking Railway.
В июле 1900 года батарея D была переброшена в Преторию, где действовала в составе колонны под командованием полковника Яна Гамильтона. Отделение батареи отличилось в битве при Лелифонтейне, когда 100 солдат Королевских канадских драгун и 2-го батальона Канадских ездящих стрелков при наличии одного пулемёта Colt-Browning и двух 12-фунтовых орудий отразили атаку численностью 200 буров, прикрывая отступление основной колонны. Три бойца были награждены Крестами Виктории.

## Дружественные подразделения
- Королевский полк артиллерии (Королевская артиллерия)
- Королевский полк австралийской артиллерии[англ.]
- Королевский полк новозеландской артиллерии[англ.]